# Comunidad judía de Biella
La comunidad judía de Biella es la comunidad judía de la comuna italiana de Biella. Esta pequeña pero próspera comunidad es hoy una sección de la comunidad judía de Vercelli.

## Historia
La presencia judía en Biella se remonta a la segunda mitad del siglo XIV, y desde finales del siglo XVI está documentada la presencia de un núcleo judío residente en el Piazzo, la parte alta de la ciudad. A principios del siglo XVIII, como en el resto del Piamonte, se estableció el gueto. Incluso hoy, entre Corso del Piazzo y Vicolo del Bellone, el gran edificio en esquina que albergaba a las seis y siete familias judías que entonces residían en Biella y donde también se encuentra la pequeña sinagoga del siglo XVIII, con su mobiliario original.
El período que siguió a la emancipación judía de 1848 marca el período de mayor expansión de la comunidad Bielles; las empresas Vitali y Morelli realizaron una importante contribución al desarrollo industrial de la ciudad. El vigor y la adhesión de la comunidad decimonónica al nuevo espíritu de la modernidad lo atestigua el amplio uso del cementerio judío de la ciudad, en via dei Tigli, de la fotografía del difunto, según una costumbre ajena a la ley judía. Sin embargo, la comunidad experimentó un fuerte declive demográfico durante el siglo XX, pero manteniendo una presencia significativa e integrada en la ciudad.
Durante el período del Holocausto fue deportado Giuseppe Weinberg, miembro de la comunidad que fue asesinado en el campo de exterminio de Auschwitz.
En el período de la posguerra la población de la comunidad sufrió un constante declive, lo que provocó la absorción de la comunidad judía de Biella por la comunidad judía de Vercelli.
El 12 de junio de 2012 se celebró la conclusión de las obras de restauración de la sinagoga con una extraordinaria apertura al público del edificio religioso y una serie de visitas guiadas a los lugares de presencia judía en Biella, junto con la realización de servicios religiosos de la comunidad.
En 2016, la Sinagoga de Biella recibió, restaurada, lo que se cree que es el Sefer Torá más antiguo que aún se puede utilizar, que data del siglo XV.